# خوان لوبيز (سياسي)
خوان لوبيز (بالإسبانية: Juan Fernando López Aguilar )‏ (و. 1961  م) هو سياسي، ومحامي، وأستاذ جامعي، ومحامي إسباني، ولد في لاس بالماس دي غران كناريا، هو عضوٌ في حزب العمال الاشتراكي الإسباني، وهو عضوٌ في الجمعية البرلمانية لمجلس أوروبا.

## مناصب
تولى منصب عضو في البرلمان الأوروبي (منذ 1 يوليو 2014)
- عضو في البرلمان الأوروبي (14 يوليو 2009–30 يونيو 2014)[1]
- عضو مجلس النواب الإسباني  [لغات أخرى]‏ (24 مارس 2008–13 يوليو 2009)[2]
- عضو مجلس النواب الإسباني  [لغات أخرى]‏ (30 مارس 2004–24 يونيو 2007)[3]
- عضو مجلس النواب الإسباني  [لغات أخرى]‏ (27 مارس 2000–2 أبريل 2004)[4]
- وزير العدل  [لغات أخرى]‏
- Member of the Parliament of the Canary Islands  [لغات أخرى]‏.

## التعليم
تعلم في جامعة غرناطة، وجامعة بولونيا، وجامعة كمبلوتنسي بمدريد، وكلية فليتشر للقانون والدبلوماسية.

## جوائز
حصل على جوائز منها:
- الصليب الأعظم لنيشان كارلوس الثالث
- Grand Cross of the Order of St. Raymond of Peñafort  [لغات أخرى]‏.

## روابط خارجية
- خوان لوبيز على موقع IMDb (الإنجليزية)